# جادسون سبينس
جادسون سبينس (بالإنجليزية: Judson Spence)‏ هو مغن مؤلف أمريكي، ولد في 29 أبريل 1965.